# Пајн Епл (Алабама)
Пајн Епл (енгл. Pine Apple) град је у америчкој савезној држави Алабама. По попису становништва из 2010. у њему је живело 132 становника.

## Демографија
Према попису становништва из 2010. у граду је живело 132 становника, што је 13 (9,0%) становника мање него 2000. године.
| Група             | 2000.      | 2010.      |
| Белци             | 91 (62,8%) | 97 (73,5%) |
| Афроамериканци    | 53 (36,6%) | 32 (24,2%) |
| Азијати           | 0 (0,0%)   | 1 (0,8%)   |
| Хиспаноамериканци | 0 (0,0%)   | 0 (0,0%)   |
| Укупно            | 145        | 132        |